# 헐린 스탠리

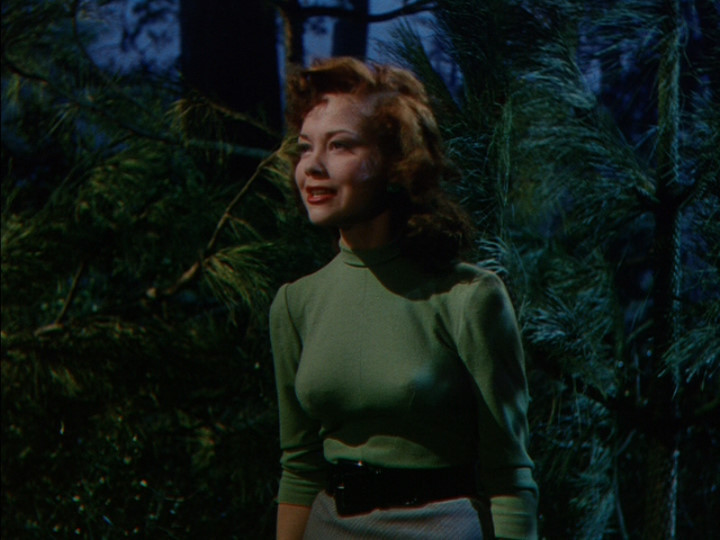

헐린 스탠리(Helene Stanley, 1928년 7월 17일 ~ 1990년 12월 27일)는 미국의 배우이다.
게리에서 태어났으며 로스앤젤레스에서 사망하였다.

## 영화
- 101마리의 달마시안 개 (1961년)
- 풍운아 데이비 크로켓 (1955년)
- 디즈니랜드 (1954년) - 본인 역
- 외교문서 운반자 (1952년)
- 넬리 (1952년)
- 킬리만자로의 눈 (1952년)
- 아스팔트 정글 (1950년)
- 홀리데이 인 멕시코 (1946년)
- 스릴 오브 어 로맨스 (1945년)